# Élections sénatoriales de 1989 en Eure-et-Loir
Les élections sénatoriales en Eure-et-Loir ont lieu le dimanche 24 septembre 1989. 
Elles ont pour but d'élire les sénateurs représentant le département au Sénat pour un mandat de neuf ans.

## Contexte départemental
Lors des élections sénatoriales du 28 septembre 1980 en Eure-et-Loir, deux sénateurs UDF sont élus, Jean Cauchon et Raymond Poirier.
Depuis, tous les effectifs du collège électoral des grands électeurs sont renouvelés, avec les élections législatives de 1988 en Eure-et-Loir, les élections régionales françaises de 1986, les élections cantonales de 1985 et 1988 et les élections municipales françaises de 1989.

## Rappel des résultats de 1980
| Candidat et parti politique | Candidat et parti politique | Candidat et parti politique | Premier tour | Premier tour | Second tour | Second tour |
| Candidat et parti politique | Candidat et parti politique | Candidat et parti politique | Voix         | %            | Voix        | %           |
| --------------------------- | --------------------------- | --------------------------- | ------------ | ------------ | ----------- | ----------- |
|                             | Jean Cauchon                | UDF                         | 492          | 51,90        |             |             |
|                             | Raymond Poirier             | DVD                         | 263          | 27,74        | 522         | 55,47       |
|                             | Maurice Legendre            | PS                          | 210          | 24,94        | 419         | 44,53       |
|                             | Robert Huwart               | MRG                         | 182          | 19,20        | Retrait     | Retrait     |
|                             | Jocelyne Petit              | PS                          | 181          | 19,09        | Retrait     | Retrait     |
|                             | Jean Grandon                | DVD                         | 155          | 16,35        | Retrait     | Retrait     |
|                             | Maurice Georgeaud           | MRG                         | 116          | 12,24        | Retrait     | Retrait     |
|                             | Michel Lethuillier          | CNIP                        | 70           | 7,38         | Retrait     | Retrait     |
|                             | Pierre Parcineau            | PCF                         | 58           | 6,12         | Retrait     | Retrait     |
|                             | Paul Rossignol              | PCF                         | 52           | 5,49         | Retrait     | Retrait     |
|                             |                             |                             |              |              |             |             |
| Inscrits                    | Inscrits                    | Inscrits                    | 960          | 100,00       | 960         | 100,00      |
| Abstentions                 | Abstentions                 | Abstentions                 | 4            | 0,42         | 3           | 0,21        |
| Votants                     | Votants                     | Votants                     | 956          | 99,58        | 957         | 99,69       |
| Blancs et nuls              | Blancs et nuls              | Blancs et nuls              | 8            | 0,84         | 16          | 1,67        |
| Exprimés                    | Exprimés                    | Exprimés                    | 948          | 99,16        | 941         | 98,33       |

## Sénateurs sortants
| Sénateur | Sénateur        | Parti | Fonctions lors de l'élection en 1980                                 |
| -------- | --------------- | ----- | -------------------------------------------------------------------- |
|          | Jean Cauchon    | UDF   | Sénateur sortant, maire de Dreux                                     |
|          | Raymond Poirier | UDF   | Conseiller général du canton de Chartres-Sud-Ouest, maire de Luisant |

## Candidats
En Eure-et-Loir, les sénateurs sont élus au scrutin majoritaire à deux tours. 
| Candidats | Candidats           | Parti | Principale fonction                                                                    |
| --------- | ------------------- | ----- | -------------------------------------------------------------------------------------- |
|           | Roger Letertre      | PCF   | Maire de Le Thieulin                                                                   |
|           | André Essirard      | PCF   | Conseiller régional, conseiller municipal de Chartres                                  |
|           | Maurice Ravanne     | PS    | Conseiller général                                                                     |
|           | James Benoist       | PS    | Conseiller général, maire de Lucé                                                      |
|           | Michel Castaing     | DVG   | Maire de Lèves                                                                         |
|           | Patrick Hoguet      | UDF   | Conseiller général, conseiller municipal de Nogent-le-Rotrou                           |
|           | Jean Grandon        | UDF   | Maire de Senonches                                                                     |
|           | Raymond Poirier     | UDF   | Sénateur sortant, conseiller général du canton de Chartres-Sud-Ouest, maire de Luisant |
|           | Yves Beaudoux       | UDF   | Maire de La Ferté-Villeneuil                                                           |
|           | Martial Taugourdeau | RPR   | Député, maire de Tremblay-les-Villages                                                 |
|           | Jean Lelièvre       | RPR   | Conseiller général                                                                     |

## Résultats
Les nouveaux représentants sont élus pour une législature de 9 ans au suffrage universel indirect par les 1 122 grands électeurs du département.
| Candidat et parti politique | Candidat et parti politique | Candidat et parti politique | Premier tour | Premier tour | Second tour | Second tour |
| Candidat et parti politique | Candidat et parti politique | Candidat et parti politique | Voix         | %            | Voix        | %           |
| --------------------------- | --------------------------- | --------------------------- | ------------ | ------------ | ----------- | ----------- |
|                             | Martial Taugourdeau         | RPR                         | 582          | 53,20        |             |             |
|                             | Jean Grandon                | UDF diss.                   | 277          | 25,32        | 660         | 61,68       |
|                             | Patrick Hoguet              | UDF                         | 237          | 21,66        | 1           | 0,09        |
|                             | Raymond Poirier             | UDF                         | 190          | 17,37        | Retrait     | Retrait     |
|                             | Michel Castaing             | DVG                         | 177          | 16,18        | 185         | 17,29       |
|                             | Maurice Ravanne             | PS                          | 173          | 15,81        | 182         | 17,01       |
|                             | James Benoist               | PS                          | 163          | 14,90        | Retrait     | Retrait     |
|                             | Yves Beaudoux               | UDF                         | 140          | 12,80        | Retrait     | Retrait     |
|                             | Roger Letertre              | PCF                         | 36           | 3,29         | Retrait     | Retrait     |
|                             | André Essirard              | PCF                         | 28           | 2,56         | Retrait     | Retrait     |
|                             | Jean Lelièvre               | RPR                         |              |              | 42          | 3,93        |
|                             |                             |                             |              |              |             |             |
| Inscrits                    | Inscrits                    | Inscrits                    | 1 122        | 100,00       | 1 122       | 100,00      |
| Abstentions                 | Abstentions                 | Abstentions                 | 6            | 0,53         | 12          | 1,07        |
| Votants                     | Votants                     | Votants                     | 1 116        | 99,47        | 1 110       | 98,93       |
| Blancs et nuls              | Blancs et nuls              | Blancs et nuls              | 22           | 1,97         | 41          | 3,60        |
| Exprimés                    | Exprimés                    | Exprimés                    | 1 094        | 98,03        | 1 069       | 96,40       |